# David Burke
David Burke (Liverpool, 25 maggio 1934) è un attore britannico, noto come interprete del Dottor Watson nella serie degli anni '80 Le avventure di Sherlock Holmes.
È il padre di Tom Burke.

## Filmografia parziale

### Cinema
- L'uomo che vide il futuro (The Man Who Saw Tomorrow), regia di Robert Guenette (1981)
- Mesmer, regia di Roger Spottiswoode (1994)
- The Woman in Black, regia di James Watkins (2012)
- Cut Bank - Crimine chiama crimine (Cut Bank), regia di Matt Shakman (2014)

### Televisione
- The Indian Tales of Rudyard Kipling - serie TV (1964)
- Riviera Police – serie TV, episodio 1x07 (1965)
- A Game of Murder - serie TV (1966)
- Coronation Street - serie TV (1966)
- Z Cars - serie TV (1967; 1969)
- The Woodlanders - serie TV (1970)
- The Guardians - serie TV (1971)
- Holly - serie TV (1972)
- The Love School - serie TV (1975)
- Il giallo della poltrona (Armchair Thriller) - serie TV (1978)
- Crown Court - serie TV (1977-1979)
- Nanny - serie TV (1982-1983)
- Spyship - serie TV (1983)
- Le avventure di Sherlock Holmes (The Adventures of Sherlock Holmes) - serie TV (1984-1985)
- Star Trek: Voyager - serie TV, episodio 5x22 (1999)
- L'ispettore Barnaby (Midsomer Murders) - serie TV, episodio 8x08 (2005)

## Doppiatori italiani
Nelle versioni in italiano delle opere in cui ha recitato, David Burke è stato doppiato da:
- Mario Valgoi in Enrico VI, parte I, Enrico VI, perte II, Riccardo III
- Sandro Iovino in Racconto d'inverno
- Sergio Tedesco in Le avventure di Sherlock Holmes
- Carlo Reali in The Woman in Black
- Fabio Gervasi in Cut Bank - Crimine chiama crimine
- Dario Penne in Racconto d'inverno (ridoppiaggio)